# Stazione di Weinfelden
La stazione di Weinfelden (in tedesco Bahnhof Weinfelden) è una stazione ferroviaria a servizio del comune svizzero di Weinfelden sulla ferrovia Winterthur-Romanshorn e sulla ferrovia Wil-Kreuzlingen.

## Storia
La stazione fu attivata il 16 maggio 1855, in occasione dell'apertura della ferrovia Winterthur-Romanshorn da parte della Schweizerische Nordostbahn.

## Strutture e impianti
La stazione dispone di 4 binari dotati di marciapiede per il servizio passeggeri, oltre ad un binario passante non servito da marciapiede. È dotata di un moderno ed ampio fabbricato viaggiatori.

## Movimento
La stazione è servita dai treni a cadenza semioraria sulla relazione Romanshorn - Wil (linea S10 della rete celere di San Gallo). Inoltre, sono presenti treni a cadenza oraria per Rorschach (linea S7 della rete celere di San Gallo), a cadenza semioraria per Bischofszell Stadt (nei fine settimana) o San Gallo (giorni lavorativi) ed a cadenza oraria per Sankt Margrethen (linea S5 della rete celere di San Gallo), e treni a cadenza semioraria (e bioraria in alcune fasce orarie) per Costanza (linee S14 ed S44 della rete celere di San Gallo).
Relativamente alla rete celere di Zurigo, invece, la stazione è interessata da un servizio alle ore di punta sulla relazione Zurigo Centrale - Romanshorn (linea S23 della rete celere di Zurigo) e da un servizio a cadenza semioraria per Winterthur ed a cadenza oraria per Zugo (linee S24 ed S30 della rete celere di Zurigo).
Infine, la stazione è servita dagli InterCity 8, 75 e 81, con treni a cadenza semioraria per Zurigo Centrale, a cadenza oraria per Spiez, Lucerna, Costanza e Romanshorn ed a cadenza bioraria per Briga ed Interlaken Est.

## Servizi
Nella stazione sono presenti:
- Biglietteria automatica
- Sala d'attesa
- Deposito bagagli con personale
- Deposito bagagli automatico
- Ufficio oggetti smarriti

- Servizi igienici
- Ufficio informazioni turistiche
- Bar
- Ristorante
- Negozi

Inoltre, sono presenti parcheggi di interscambio per automobili e biciclette.

## Interscambi
- Fermata autobus (Weinfelden, Hauptstrasse/Bhf)[7]